# Horror vacui

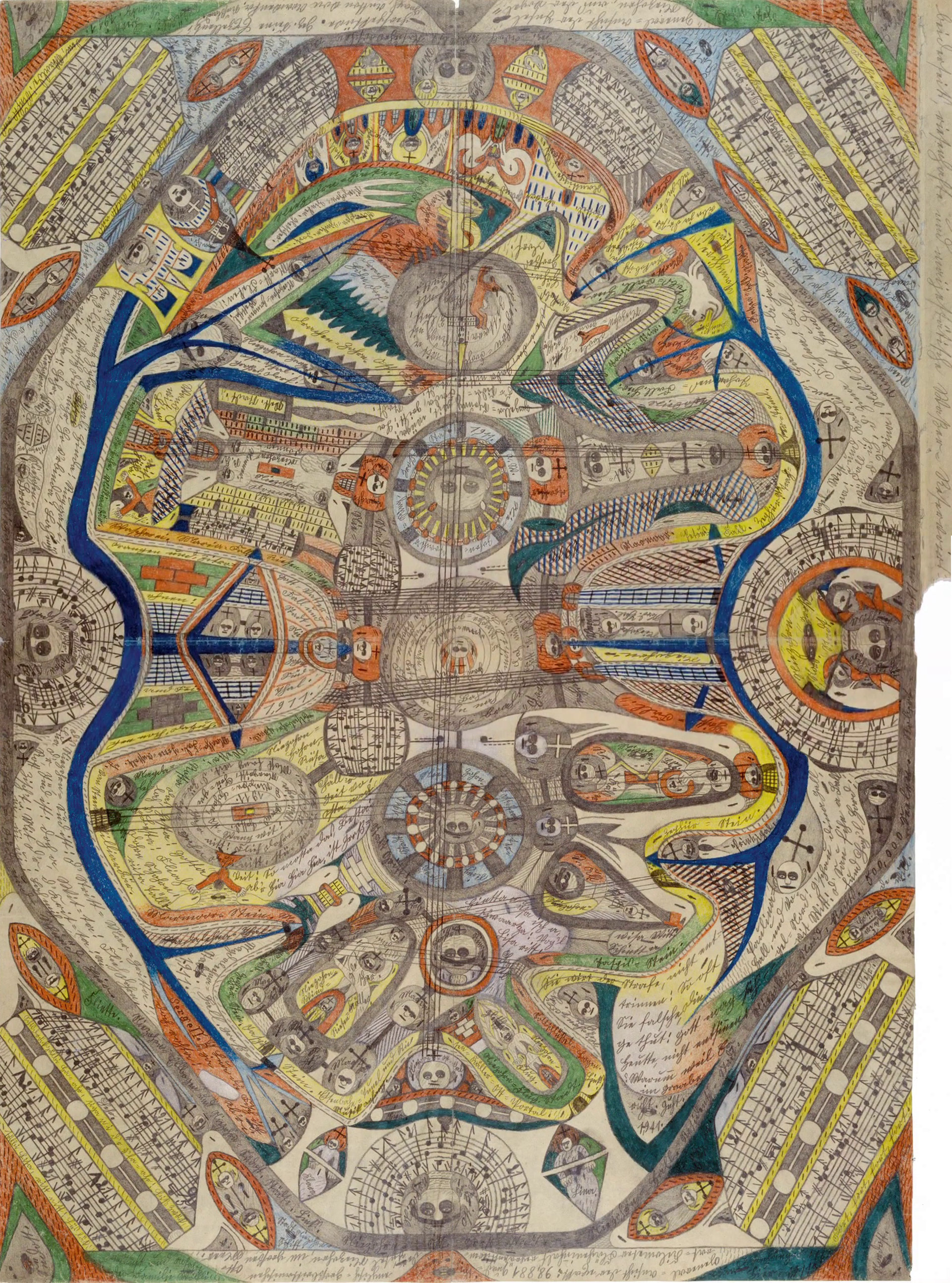
Molti dipinti di Adolf Wölfli riempiono completamente lo spazio, con scritte o note musicali

Horror vacui è una locuzione latina che significa "terrore del vuoto". Nell'arte definisce l'atto di riempire la superficie di un'opera con particolari dettagliati. Analogo uso conosce nella decorazione, nell'ornamentazione e nell'arredamento.

## Nel mondo fisico
In fisica e in filosofia l'horror vacui indica una teoria ideata da Aristotele che afferma che "la natura rifugge il vuoto" (natura abhorret a vacuo) e perciò lo riempie costantemente; ogni gas o liquido tenta costantemente di riempire lo spazio, evitando di lasciarne porzioni vuote. La teoria contraddiceva il pensiero della scuola pitagorica antica e della filosofia atomista, per cui l'esistenza del vuoto non era solo possibile ma era resa una necessità, ponendosi come principio ontologico per l'esistenza degli enti: per gli atomisti, ad esempio, il vuoto che permea gli atomi è quello che permette il movimento.
La posizione di Aristotele è stata largamente diffusa per molto tempo. Lo stesso Galileo Galilei non se ne allontanò nelle sue indagini sulla "scienza del vuoto"; anzi, ne aiutò sicuramente i successivi sviluppi: il suo allievo Evangelista Torricelli affermò nel 1644 che il livello di mercurio in un tubo chiuso dipendeva dalla pressione atmosferica, creando così dello spazio apparentemente vuoto (in realtà sono presenti vapori di mercurio) in cima al tubo che porta il suo nome. Nel 1647 Blaise Pascal confermò quest'ultima teoria, con il suo esperimento detto vide dans le vide (“vuoto nel vuoto”). Infine, proprio mentre nel 1650 Paolo Casati nella sua tesi Vacuum proscriptum proclamava ancora la validità della teoria aristotelica poggiandosi su prove filosofiche e principi teologici, Otto von Guericke provò definitivamente la falsità della teoria aristotelica da un punto di vista fisico, producendo materialmente il vuoto. Anche se, in ultima analisi, la condizione di vuoto perfetto non è ottenibile in laboratorio e non è mai stata osservata in natura, si ritiene che gran parte dello spazio intergalattico consista di un vuoto quasi perfetto, con un piccolo numero di molecole per metro cubo. Inoltre, anche supponendo che in una certa regione dello spazio fisico non ci siano molecole, la presenza dei campi (gravitazionale, elettromagnetico, ecc.) comporterebbe comunque l'assenza di un vuoto completo in tale regione dello spazio.

## Nell'arte
In "Problemi di stile" nel 1893 Alois Riegl a pagina 34 così parla del Cucchiaio d'osso di renna con ornarnenti incisi a Laugerie Basse in Francia: è chiaro che si tratta di forme puramente ornamentali, destinate a decorare una data superficie e che non hanno nulla a che fare con le forme descrittive tratte dalla realtà naturale. Il movente era nello stesso bisogno di ornamento o " horror vacui " che vale per le figure di animali.

Da cui nessuna paternità al termine (come a M.Praz), ma una miriade di citazione, anche molto ardite.
Altri esempi possono essere trovati tra oggetti propri dell'arte barbarica come i manoscritti miniati - tra questi, si può citare la decorazione a tappeto del Libro di Kells - oppure, ancora precedentemente, nel medioevo ellenico, quando lo stile geometrico fece proprio il concetto di horror vacui. La stessa volontà di riempire meticolosamente gli spazi vuoti permea gli arabeschi dell'arte islamica o le opere dei Longobardi. Anche le manifestazioni artistiche di alcune antiche culture dei nativi americani, come gli Huicholes, presentano le medesime caratteristiche.
Molte altre rappresentazioni di questo concetto vengono da quella che viene definita Art Brut, pittura non convenzionale realizzata da ospiti di ospedali psichiatrici, come Adolf Wölfli, oppure nelle opere dell'arte Tingatinga, movimento tanzaniano del XX secolo.
L'horror vacui ha avuto un impatto anche su opere di grafica (come David Carson o Vaughan Oliver), in alcuni fumetti della cultura underground americana (come S. Clay Wilson, Robert Crumb, Robert Williams o Mark Beyer),  nel movimento "pop surrealism" (o Lowbrow) sviluppatosi in California negli anni settanta (si pensi a Faris Badwan, Joe Coleman o Todd Schorr) e nelle opere dell'Artista svizzero H.R. Giger. All'interno della cultura popolare, il disegno che caratterizza la serie di libri per bambini Where's Wally? è un esempio accessibile di horror vacui.